# 140 Siwa
A 140 Siwa a Naprendszer kisbolygóövében található aszteroida. Johann Palisa fedezte fel 1874. október 13-án.